# SNCF X 73900
De X 73900 is een diesel hydraulische motorrijtuig of treinstel van het type Coradia A TER, een zogenaamde lighttrain met lagevloerdeel voor het regionaal personenvervoer voor de Franse spoorwegonderneming Société nationale des chemins de fer français (SNCF).

## Geschiedenis
Het treinstel werd ontworpen en gebouwd door fabrikant Alstom (Dietrich Ferroviaire) uit Reichshoffen (Frankrijk).
De treinen zijn bestemd voor het internationaal personenvervoer met de Duitse steden Offenburg, Saarbrücken en Trier.

## Constructie en techniek
De trein is opgebouwd uit een aluminium frame met een frontdeel van GVK. Het trein heeft een lagevloerdeel. Deze treinen zijn voorzien van een gesloten toilet systeem. Deze treinen kunnen tot drie stuks gecombineerd rijden. De treinen kunnen niet gecombineerd worden met de Duitse treinen van de serie 641. De treinen zijn uitgerust met luchtvering.

## Treindiensten
De treinen worden door de Société nationale des chemins de fer français (SNCF) ingezet op onder meer de volgende trajecten.
- Strasbourg - Offenburg
- Metz - Saarbrücken/Trier
- Mulhouse - Mulheim/Freiburg (Breisgau)